# Alexej Širov
Alexej Dmitrijevič Širov (litevsky: Alexejs Širovs, rusky: Алексей Широв, anglicky: Alexei Shirov, * 4. července 1972, Riga) je původem lotyšský šachový velmistr reprezentující Španělsko, španělským občanem se stal v roce 1994, v současnosti však pobývá opět v Lotyšsku. Je rovněž uznávaným autorem šachových publikací a tréninkových materiálů.

## Šachové začátky
Když bylo Alexejovi přibližně pět let, naučil ho bratr základům šachu, pravidla chodu jednotlivých figur a základní principy. V roce 1979, tedy ve věku 7 let ho otec poslal do šachové školy, kroužek tehdy vedla lotyšská mistryně a pedagožka Via Rožiapovová. Z roku 1983 jsou již dochované partie dokazující velký nárůst herní síly, jednalo se o partie minizápasu organizovaného lotyšským šachistou a trenérem Alexandrem Koblencem s Valerijem Žuravlevem, v té době zkušeným mezinárodním mistrem.
V roce 1986 se Širov dělil třetí a čtvrté místo na přeboru Lotyšska.

## Kariéra a výsledky
Širov se stal světovým šampionem (do 16 let) v roce 1988, vicemistrem světa do 20 let v roce 1990, ve stejném roce rovněž získal titul velmistra.
Širov je vítězem četných mezinárodních turnajů:
- 1991 – Biel, 1. místo
- 1997 – Madrid, 1. místo (společně s Topalovem)
- 1997 – Ter Apel, 1. místo
- 1998 – Monte Carlo, 1. místo
- 2000 – Merida
- dvojnásobný vítěz Memoriálu Paula Kerese v estonském Tallinnu v letech 2004 a 2005
- 2005 – Otevřený šampionát Kanady
- 2009 – M-Tel Masters, Sofie, 1. místo

V roce 1998 se Širov probojoval na žebříčku FIDE na čtvrtou pozici, na základě čehož byl pozván na zápas s Vladimirem Kramnikem o právo vyzvat mistra světa Garriho Kasparova. Širov zápas vyhrál 5,5:3,5 při dvou výhrách, žádné porážce a sedmi remízách. Plány na zápas s Kasparovem ale padly kvůli nedostatečnému finančnímu krytí ze strany sponzorů. Když pak následně Kasparov hrál zápas v roce 2000 s Kramnikem, Širov trval na tom, že jejich zápas je neplatný a on je právoplatným vyzyvatelem.
Roku 2000 se Širov dostal do finále turnaje o titul mistra světa a prohrál s Višim Anandem.
V květnu až červnu 2007 se zúčastnil kandidátského turnaje mistrovství světa. V prvním kole porazil Michala Adamse +1 -1 =4 v rapidovém rozstřelu, byl však poražen v druhém kole Levonem Aronianem 0-1 při pěti remízách.
V prosinci 2007 se probojoval do finále Světového poháru v Chanty-Mansijsku, kde prohrál s Gatou Kamským 1,5:2,5.

## Herní styl
|   | a | b | c | d | e | f | g | h |   |
| 8 | c8 černý věž · f8 černý král · a7 černý pěšec · b7 černý střelec · f7 černý pěšec · a6 černý dáma · h6 černý věž · b5 černý pěšec · c5 černý pěšec · d5 černý pěšec · a4 černý jezdec · f4 bílý pěšec · a3 bílý jezdec · c3 černý pěšec · g3 bílý pěšec · a2 bílý pěšec · b2 bílý pěšec · c2 bílý dáma · g2 bílý střelec · h2 bílý pěšec · c1 bílý král · d1 bílý věž · h1 bílý věž | c8 černý věž · f8 černý král · a7 černý pěšec · b7 černý střelec · f7 černý pěšec · a6 černý dáma · h6 černý věž · b5 černý pěšec · c5 černý pěšec · d5 černý pěšec · a4 černý jezdec · f4 bílý pěšec · a3 bílý jezdec · c3 černý pěšec · g3 bílý pěšec · a2 bílý pěšec · b2 bílý pěšec · c2 bílý dáma · g2 bílý střelec · h2 bílý pěšec · c1 bílý král · d1 bílý věž · h1 bílý věž | c8 černý věž · f8 černý král · a7 černý pěšec · b7 černý střelec · f7 černý pěšec · a6 černý dáma · h6 černý věž · b5 černý pěšec · c5 černý pěšec · d5 černý pěšec · a4 černý jezdec · f4 bílý pěšec · a3 bílý jezdec · c3 černý pěšec · g3 bílý pěšec · a2 bílý pěšec · b2 bílý pěšec · c2 bílý dáma · g2 bílý střelec · h2 bílý pěšec · c1 bílý král · d1 bílý věž · h1 bílý věž | c8 černý věž · f8 černý král · a7 černý pěšec · b7 černý střelec · f7 černý pěšec · a6 černý dáma · h6 černý věž · b5 černý pěšec · c5 černý pěšec · d5 černý pěšec · a4 černý jezdec · f4 bílý pěšec · a3 bílý jezdec · c3 černý pěšec · g3 bílý pěšec · a2 bílý pěšec · b2 bílý pěšec · c2 bílý dáma · g2 bílý střelec · h2 bílý pěšec · c1 bílý král · d1 bílý věž · h1 bílý věž | c8 černý věž · f8 černý král · a7 černý pěšec · b7 černý střelec · f7 černý pěšec · a6 černý dáma · h6 černý věž · b5 černý pěšec · c5 černý pěšec · d5 černý pěšec · a4 černý jezdec · f4 bílý pěšec · a3 bílý jezdec · c3 černý pěšec · g3 bílý pěšec · a2 bílý pěšec · b2 bílý pěšec · c2 bílý dáma · g2 bílý střelec · h2 bílý pěšec · c1 bílý král · d1 bílý věž · h1 bílý věž | c8 černý věž · f8 černý král · a7 černý pěšec · b7 černý střelec · f7 černý pěšec · a6 černý dáma · h6 černý věž · b5 černý pěšec · c5 černý pěšec · d5 černý pěšec · a4 černý jezdec · f4 bílý pěšec · a3 bílý jezdec · c3 černý pěšec · g3 bílý pěšec · a2 bílý pěšec · b2 bílý pěšec · c2 bílý dáma · g2 bílý střelec · h2 bílý pěšec · c1 bílý král · d1 bílý věž · h1 bílý věž | c8 černý věž · f8 černý král · a7 černý pěšec · b7 černý střelec · f7 černý pěšec · a6 černý dáma · h6 černý věž · b5 černý pěšec · c5 černý pěšec · d5 černý pěšec · a4 černý jezdec · f4 bílý pěšec · a3 bílý jezdec · c3 černý pěšec · g3 bílý pěšec · a2 bílý pěšec · b2 bílý pěšec · c2 bílý dáma · g2 bílý střelec · h2 bílý pěšec · c1 bílý král · d1 bílý věž · h1 bílý věž | c8 černý věž · f8 černý král · a7 černý pěšec · b7 černý střelec · f7 černý pěšec · a6 černý dáma · h6 černý věž · b5 černý pěšec · c5 černý pěšec · d5 černý pěšec · a4 černý jezdec · f4 bílý pěšec · a3 bílý jezdec · c3 černý pěšec · g3 bílý pěšec · a2 bílý pěšec · b2 bílý pěšec · c2 bílý dáma · g2 bílý střelec · h2 bílý pěšec · c1 bílý král · d1 bílý věž · h1 bílý věž | 8 |
| 7 | c8 černý věž · f8 černý král · a7 černý pěšec · b7 černý střelec · f7 černý pěšec · a6 černý dáma · h6 černý věž · b5 černý pěšec · c5 černý pěšec · d5 černý pěšec · a4 černý jezdec · f4 bílý pěšec · a3 bílý jezdec · c3 černý pěšec · g3 bílý pěšec · a2 bílý pěšec · b2 bílý pěšec · c2 bílý dáma · g2 bílý střelec · h2 bílý pěšec · c1 bílý král · d1 bílý věž · h1 bílý věž | c8 černý věž · f8 černý král · a7 černý pěšec · b7 černý střelec · f7 černý pěšec · a6 černý dáma · h6 černý věž · b5 černý pěšec · c5 černý pěšec · d5 černý pěšec · a4 černý jezdec · f4 bílý pěšec · a3 bílý jezdec · c3 černý pěšec · g3 bílý pěšec · a2 bílý pěšec · b2 bílý pěšec · c2 bílý dáma · g2 bílý střelec · h2 bílý pěšec · c1 bílý král · d1 bílý věž · h1 bílý věž | c8 černý věž · f8 černý král · a7 černý pěšec · b7 černý střelec · f7 černý pěšec · a6 černý dáma · h6 černý věž · b5 černý pěšec · c5 černý pěšec · d5 černý pěšec · a4 černý jezdec · f4 bílý pěšec · a3 bílý jezdec · c3 černý pěšec · g3 bílý pěšec · a2 bílý pěšec · b2 bílý pěšec · c2 bílý dáma · g2 bílý střelec · h2 bílý pěšec · c1 bílý král · d1 bílý věž · h1 bílý věž | c8 černý věž · f8 černý král · a7 černý pěšec · b7 černý střelec · f7 černý pěšec · a6 černý dáma · h6 černý věž · b5 černý pěšec · c5 černý pěšec · d5 černý pěšec · a4 černý jezdec · f4 bílý pěšec · a3 bílý jezdec · c3 černý pěšec · g3 bílý pěšec · a2 bílý pěšec · b2 bílý pěšec · c2 bílý dáma · g2 bílý střelec · h2 bílý pěšec · c1 bílý král · d1 bílý věž · h1 bílý věž | c8 černý věž · f8 černý král · a7 černý pěšec · b7 černý střelec · f7 černý pěšec · a6 černý dáma · h6 černý věž · b5 černý pěšec · c5 černý pěšec · d5 černý pěšec · a4 černý jezdec · f4 bílý pěšec · a3 bílý jezdec · c3 černý pěšec · g3 bílý pěšec · a2 bílý pěšec · b2 bílý pěšec · c2 bílý dáma · g2 bílý střelec · h2 bílý pěšec · c1 bílý král · d1 bílý věž · h1 bílý věž | c8 černý věž · f8 černý král · a7 černý pěšec · b7 černý střelec · f7 černý pěšec · a6 černý dáma · h6 černý věž · b5 černý pěšec · c5 černý pěšec · d5 černý pěšec · a4 černý jezdec · f4 bílý pěšec · a3 bílý jezdec · c3 černý pěšec · g3 bílý pěšec · a2 bílý pěšec · b2 bílý pěšec · c2 bílý dáma · g2 bílý střelec · h2 bílý pěšec · c1 bílý král · d1 bílý věž · h1 bílý věž | c8 černý věž · f8 černý král · a7 černý pěšec · b7 černý střelec · f7 černý pěšec · a6 černý dáma · h6 černý věž · b5 černý pěšec · c5 černý pěšec · d5 černý pěšec · a4 černý jezdec · f4 bílý pěšec · a3 bílý jezdec · c3 černý pěšec · g3 bílý pěšec · a2 bílý pěšec · b2 bílý pěšec · c2 bílý dáma · g2 bílý střelec · h2 bílý pěšec · c1 bílý král · d1 bílý věž · h1 bílý věž | c8 černý věž · f8 černý král · a7 černý pěšec · b7 černý střelec · f7 černý pěšec · a6 černý dáma · h6 černý věž · b5 černý pěšec · c5 černý pěšec · d5 černý pěšec · a4 černý jezdec · f4 bílý pěšec · a3 bílý jezdec · c3 černý pěšec · g3 bílý pěšec · a2 bílý pěšec · b2 bílý pěšec · c2 bílý dáma · g2 bílý střelec · h2 bílý pěšec · c1 bílý král · d1 bílý věž · h1 bílý věž | 7 |
| 6 | c8 černý věž · f8 černý král · a7 černý pěšec · b7 černý střelec · f7 černý pěšec · a6 černý dáma · h6 černý věž · b5 černý pěšec · c5 černý pěšec · d5 černý pěšec · a4 černý jezdec · f4 bílý pěšec · a3 bílý jezdec · c3 černý pěšec · g3 bílý pěšec · a2 bílý pěšec · b2 bílý pěšec · c2 bílý dáma · g2 bílý střelec · h2 bílý pěšec · c1 bílý král · d1 bílý věž · h1 bílý věž | c8 černý věž · f8 černý král · a7 černý pěšec · b7 černý střelec · f7 černý pěšec · a6 černý dáma · h6 černý věž · b5 černý pěšec · c5 černý pěšec · d5 černý pěšec · a4 černý jezdec · f4 bílý pěšec · a3 bílý jezdec · c3 černý pěšec · g3 bílý pěšec · a2 bílý pěšec · b2 bílý pěšec · c2 bílý dáma · g2 bílý střelec · h2 bílý pěšec · c1 bílý král · d1 bílý věž · h1 bílý věž | c8 černý věž · f8 černý král · a7 černý pěšec · b7 černý střelec · f7 černý pěšec · a6 černý dáma · h6 černý věž · b5 černý pěšec · c5 černý pěšec · d5 černý pěšec · a4 černý jezdec · f4 bílý pěšec · a3 bílý jezdec · c3 černý pěšec · g3 bílý pěšec · a2 bílý pěšec · b2 bílý pěšec · c2 bílý dáma · g2 bílý střelec · h2 bílý pěšec · c1 bílý král · d1 bílý věž · h1 bílý věž | c8 černý věž · f8 černý král · a7 černý pěšec · b7 černý střelec · f7 černý pěšec · a6 černý dáma · h6 černý věž · b5 černý pěšec · c5 černý pěšec · d5 černý pěšec · a4 černý jezdec · f4 bílý pěšec · a3 bílý jezdec · c3 černý pěšec · g3 bílý pěšec · a2 bílý pěšec · b2 bílý pěšec · c2 bílý dáma · g2 bílý střelec · h2 bílý pěšec · c1 bílý král · d1 bílý věž · h1 bílý věž | c8 černý věž · f8 černý král · a7 černý pěšec · b7 černý střelec · f7 černý pěšec · a6 černý dáma · h6 černý věž · b5 černý pěšec · c5 černý pěšec · d5 černý pěšec · a4 černý jezdec · f4 bílý pěšec · a3 bílý jezdec · c3 černý pěšec · g3 bílý pěšec · a2 bílý pěšec · b2 bílý pěšec · c2 bílý dáma · g2 bílý střelec · h2 bílý pěšec · c1 bílý král · d1 bílý věž · h1 bílý věž | c8 černý věž · f8 černý král · a7 černý pěšec · b7 černý střelec · f7 černý pěšec · a6 černý dáma · h6 černý věž · b5 černý pěšec · c5 černý pěšec · d5 černý pěšec · a4 černý jezdec · f4 bílý pěšec · a3 bílý jezdec · c3 černý pěšec · g3 bílý pěšec · a2 bílý pěšec · b2 bílý pěšec · c2 bílý dáma · g2 bílý střelec · h2 bílý pěšec · c1 bílý král · d1 bílý věž · h1 bílý věž | c8 černý věž · f8 černý král · a7 černý pěšec · b7 černý střelec · f7 černý pěšec · a6 černý dáma · h6 černý věž · b5 černý pěšec · c5 černý pěšec · d5 černý pěšec · a4 černý jezdec · f4 bílý pěšec · a3 bílý jezdec · c3 černý pěšec · g3 bílý pěšec · a2 bílý pěšec · b2 bílý pěšec · c2 bílý dáma · g2 bílý střelec · h2 bílý pěšec · c1 bílý král · d1 bílý věž · h1 bílý věž | c8 černý věž · f8 černý král · a7 černý pěšec · b7 černý střelec · f7 černý pěšec · a6 černý dáma · h6 černý věž · b5 černý pěšec · c5 černý pěšec · d5 černý pěšec · a4 černý jezdec · f4 bílý pěšec · a3 bílý jezdec · c3 černý pěšec · g3 bílý pěšec · a2 bílý pěšec · b2 bílý pěšec · c2 bílý dáma · g2 bílý střelec · h2 bílý pěšec · c1 bílý král · d1 bílý věž · h1 bílý věž | 6 |
| 5 | c8 černý věž · f8 černý král · a7 černý pěšec · b7 černý střelec · f7 černý pěšec · a6 černý dáma · h6 černý věž · b5 černý pěšec · c5 černý pěšec · d5 černý pěšec · a4 černý jezdec · f4 bílý pěšec · a3 bílý jezdec · c3 černý pěšec · g3 bílý pěšec · a2 bílý pěšec · b2 bílý pěšec · c2 bílý dáma · g2 bílý střelec · h2 bílý pěšec · c1 bílý král · d1 bílý věž · h1 bílý věž | c8 černý věž · f8 černý král · a7 černý pěšec · b7 černý střelec · f7 černý pěšec · a6 černý dáma · h6 černý věž · b5 černý pěšec · c5 černý pěšec · d5 černý pěšec · a4 černý jezdec · f4 bílý pěšec · a3 bílý jezdec · c3 černý pěšec · g3 bílý pěšec · a2 bílý pěšec · b2 bílý pěšec · c2 bílý dáma · g2 bílý střelec · h2 bílý pěšec · c1 bílý král · d1 bílý věž · h1 bílý věž | c8 černý věž · f8 černý král · a7 černý pěšec · b7 černý střelec · f7 černý pěšec · a6 černý dáma · h6 černý věž · b5 černý pěšec · c5 černý pěšec · d5 černý pěšec · a4 černý jezdec · f4 bílý pěšec · a3 bílý jezdec · c3 černý pěšec · g3 bílý pěšec · a2 bílý pěšec · b2 bílý pěšec · c2 bílý dáma · g2 bílý střelec · h2 bílý pěšec · c1 bílý král · d1 bílý věž · h1 bílý věž | c8 černý věž · f8 černý král · a7 černý pěšec · b7 černý střelec · f7 černý pěšec · a6 černý dáma · h6 černý věž · b5 černý pěšec · c5 černý pěšec · d5 černý pěšec · a4 černý jezdec · f4 bílý pěšec · a3 bílý jezdec · c3 černý pěšec · g3 bílý pěšec · a2 bílý pěšec · b2 bílý pěšec · c2 bílý dáma · g2 bílý střelec · h2 bílý pěšec · c1 bílý král · d1 bílý věž · h1 bílý věž | c8 černý věž · f8 černý král · a7 černý pěšec · b7 černý střelec · f7 černý pěšec · a6 černý dáma · h6 černý věž · b5 černý pěšec · c5 černý pěšec · d5 černý pěšec · a4 černý jezdec · f4 bílý pěšec · a3 bílý jezdec · c3 černý pěšec · g3 bílý pěšec · a2 bílý pěšec · b2 bílý pěšec · c2 bílý dáma · g2 bílý střelec · h2 bílý pěšec · c1 bílý král · d1 bílý věž · h1 bílý věž | c8 černý věž · f8 černý král · a7 černý pěšec · b7 černý střelec · f7 černý pěšec · a6 černý dáma · h6 černý věž · b5 černý pěšec · c5 černý pěšec · d5 černý pěšec · a4 černý jezdec · f4 bílý pěšec · a3 bílý jezdec · c3 černý pěšec · g3 bílý pěšec · a2 bílý pěšec · b2 bílý pěšec · c2 bílý dáma · g2 bílý střelec · h2 bílý pěšec · c1 bílý král · d1 bílý věž · h1 bílý věž | c8 černý věž · f8 černý král · a7 černý pěšec · b7 černý střelec · f7 černý pěšec · a6 černý dáma · h6 černý věž · b5 černý pěšec · c5 černý pěšec · d5 černý pěšec · a4 černý jezdec · f4 bílý pěšec · a3 bílý jezdec · c3 černý pěšec · g3 bílý pěšec · a2 bílý pěšec · b2 bílý pěšec · c2 bílý dáma · g2 bílý střelec · h2 bílý pěšec · c1 bílý král · d1 bílý věž · h1 bílý věž | c8 černý věž · f8 černý král · a7 černý pěšec · b7 černý střelec · f7 černý pěšec · a6 černý dáma · h6 černý věž · b5 černý pěšec · c5 černý pěšec · d5 černý pěšec · a4 černý jezdec · f4 bílý pěšec · a3 bílý jezdec · c3 černý pěšec · g3 bílý pěšec · a2 bílý pěšec · b2 bílý pěšec · c2 bílý dáma · g2 bílý střelec · h2 bílý pěšec · c1 bílý král · d1 bílý věž · h1 bílý věž | 5 |
| 4 | c8 černý věž · f8 černý král · a7 černý pěšec · b7 černý střelec · f7 černý pěšec · a6 černý dáma · h6 černý věž · b5 černý pěšec · c5 černý pěšec · d5 černý pěšec · a4 černý jezdec · f4 bílý pěšec · a3 bílý jezdec · c3 černý pěšec · g3 bílý pěšec · a2 bílý pěšec · b2 bílý pěšec · c2 bílý dáma · g2 bílý střelec · h2 bílý pěšec · c1 bílý král · d1 bílý věž · h1 bílý věž | c8 černý věž · f8 černý král · a7 černý pěšec · b7 černý střelec · f7 černý pěšec · a6 černý dáma · h6 černý věž · b5 černý pěšec · c5 černý pěšec · d5 černý pěšec · a4 černý jezdec · f4 bílý pěšec · a3 bílý jezdec · c3 černý pěšec · g3 bílý pěšec · a2 bílý pěšec · b2 bílý pěšec · c2 bílý dáma · g2 bílý střelec · h2 bílý pěšec · c1 bílý král · d1 bílý věž · h1 bílý věž | c8 černý věž · f8 černý král · a7 černý pěšec · b7 černý střelec · f7 černý pěšec · a6 černý dáma · h6 černý věž · b5 černý pěšec · c5 černý pěšec · d5 černý pěšec · a4 černý jezdec · f4 bílý pěšec · a3 bílý jezdec · c3 černý pěšec · g3 bílý pěšec · a2 bílý pěšec · b2 bílý pěšec · c2 bílý dáma · g2 bílý střelec · h2 bílý pěšec · c1 bílý král · d1 bílý věž · h1 bílý věž | c8 černý věž · f8 černý král · a7 černý pěšec · b7 černý střelec · f7 černý pěšec · a6 černý dáma · h6 černý věž · b5 černý pěšec · c5 černý pěšec · d5 černý pěšec · a4 černý jezdec · f4 bílý pěšec · a3 bílý jezdec · c3 černý pěšec · g3 bílý pěšec · a2 bílý pěšec · b2 bílý pěšec · c2 bílý dáma · g2 bílý střelec · h2 bílý pěšec · c1 bílý král · d1 bílý věž · h1 bílý věž | c8 černý věž · f8 černý král · a7 černý pěšec · b7 černý střelec · f7 černý pěšec · a6 černý dáma · h6 černý věž · b5 černý pěšec · c5 černý pěšec · d5 černý pěšec · a4 černý jezdec · f4 bílý pěšec · a3 bílý jezdec · c3 černý pěšec · g3 bílý pěšec · a2 bílý pěšec · b2 bílý pěšec · c2 bílý dáma · g2 bílý střelec · h2 bílý pěšec · c1 bílý král · d1 bílý věž · h1 bílý věž | c8 černý věž · f8 černý král · a7 černý pěšec · b7 černý střelec · f7 černý pěšec · a6 černý dáma · h6 černý věž · b5 černý pěšec · c5 černý pěšec · d5 černý pěšec · a4 černý jezdec · f4 bílý pěšec · a3 bílý jezdec · c3 černý pěšec · g3 bílý pěšec · a2 bílý pěšec · b2 bílý pěšec · c2 bílý dáma · g2 bílý střelec · h2 bílý pěšec · c1 bílý král · d1 bílý věž · h1 bílý věž | c8 černý věž · f8 černý král · a7 černý pěšec · b7 černý střelec · f7 černý pěšec · a6 černý dáma · h6 černý věž · b5 černý pěšec · c5 černý pěšec · d5 černý pěšec · a4 černý jezdec · f4 bílý pěšec · a3 bílý jezdec · c3 černý pěšec · g3 bílý pěšec · a2 bílý pěšec · b2 bílý pěšec · c2 bílý dáma · g2 bílý střelec · h2 bílý pěšec · c1 bílý král · d1 bílý věž · h1 bílý věž | c8 černý věž · f8 černý král · a7 černý pěšec · b7 černý střelec · f7 černý pěšec · a6 černý dáma · h6 černý věž · b5 černý pěšec · c5 černý pěšec · d5 černý pěšec · a4 černý jezdec · f4 bílý pěšec · a3 bílý jezdec · c3 černý pěšec · g3 bílý pěšec · a2 bílý pěšec · b2 bílý pěšec · c2 bílý dáma · g2 bílý střelec · h2 bílý pěšec · c1 bílý král · d1 bílý věž · h1 bílý věž | 4 |
| 3 | c8 černý věž · f8 černý král · a7 černý pěšec · b7 černý střelec · f7 černý pěšec · a6 černý dáma · h6 černý věž · b5 černý pěšec · c5 černý pěšec · d5 černý pěšec · a4 černý jezdec · f4 bílý pěšec · a3 bílý jezdec · c3 černý pěšec · g3 bílý pěšec · a2 bílý pěšec · b2 bílý pěšec · c2 bílý dáma · g2 bílý střelec · h2 bílý pěšec · c1 bílý král · d1 bílý věž · h1 bílý věž | c8 černý věž · f8 černý král · a7 černý pěšec · b7 černý střelec · f7 černý pěšec · a6 černý dáma · h6 černý věž · b5 černý pěšec · c5 černý pěšec · d5 černý pěšec · a4 černý jezdec · f4 bílý pěšec · a3 bílý jezdec · c3 černý pěšec · g3 bílý pěšec · a2 bílý pěšec · b2 bílý pěšec · c2 bílý dáma · g2 bílý střelec · h2 bílý pěšec · c1 bílý král · d1 bílý věž · h1 bílý věž | c8 černý věž · f8 černý král · a7 černý pěšec · b7 černý střelec · f7 černý pěšec · a6 černý dáma · h6 černý věž · b5 černý pěšec · c5 černý pěšec · d5 černý pěšec · a4 černý jezdec · f4 bílý pěšec · a3 bílý jezdec · c3 černý pěšec · g3 bílý pěšec · a2 bílý pěšec · b2 bílý pěšec · c2 bílý dáma · g2 bílý střelec · h2 bílý pěšec · c1 bílý král · d1 bílý věž · h1 bílý věž | c8 černý věž · f8 černý král · a7 černý pěšec · b7 černý střelec · f7 černý pěšec · a6 černý dáma · h6 černý věž · b5 černý pěšec · c5 černý pěšec · d5 černý pěšec · a4 černý jezdec · f4 bílý pěšec · a3 bílý jezdec · c3 černý pěšec · g3 bílý pěšec · a2 bílý pěšec · b2 bílý pěšec · c2 bílý dáma · g2 bílý střelec · h2 bílý pěšec · c1 bílý král · d1 bílý věž · h1 bílý věž | c8 černý věž · f8 černý král · a7 černý pěšec · b7 černý střelec · f7 černý pěšec · a6 černý dáma · h6 černý věž · b5 černý pěšec · c5 černý pěšec · d5 černý pěšec · a4 černý jezdec · f4 bílý pěšec · a3 bílý jezdec · c3 černý pěšec · g3 bílý pěšec · a2 bílý pěšec · b2 bílý pěšec · c2 bílý dáma · g2 bílý střelec · h2 bílý pěšec · c1 bílý král · d1 bílý věž · h1 bílý věž | c8 černý věž · f8 černý král · a7 černý pěšec · b7 černý střelec · f7 černý pěšec · a6 černý dáma · h6 černý věž · b5 černý pěšec · c5 černý pěšec · d5 černý pěšec · a4 černý jezdec · f4 bílý pěšec · a3 bílý jezdec · c3 černý pěšec · g3 bílý pěšec · a2 bílý pěšec · b2 bílý pěšec · c2 bílý dáma · g2 bílý střelec · h2 bílý pěšec · c1 bílý král · d1 bílý věž · h1 bílý věž | c8 černý věž · f8 černý král · a7 černý pěšec · b7 černý střelec · f7 černý pěšec · a6 černý dáma · h6 černý věž · b5 černý pěšec · c5 černý pěšec · d5 černý pěšec · a4 černý jezdec · f4 bílý pěšec · a3 bílý jezdec · c3 černý pěšec · g3 bílý pěšec · a2 bílý pěšec · b2 bílý pěšec · c2 bílý dáma · g2 bílý střelec · h2 bílý pěšec · c1 bílý král · d1 bílý věž · h1 bílý věž | c8 černý věž · f8 černý král · a7 černý pěšec · b7 černý střelec · f7 černý pěšec · a6 černý dáma · h6 černý věž · b5 černý pěšec · c5 černý pěšec · d5 černý pěšec · a4 černý jezdec · f4 bílý pěšec · a3 bílý jezdec · c3 černý pěšec · g3 bílý pěšec · a2 bílý pěšec · b2 bílý pěšec · c2 bílý dáma · g2 bílý střelec · h2 bílý pěšec · c1 bílý král · d1 bílý věž · h1 bílý věž | 3 |
| 2 | c8 černý věž · f8 černý král · a7 černý pěšec · b7 černý střelec · f7 černý pěšec · a6 černý dáma · h6 černý věž · b5 černý pěšec · c5 černý pěšec · d5 černý pěšec · a4 černý jezdec · f4 bílý pěšec · a3 bílý jezdec · c3 černý pěšec · g3 bílý pěšec · a2 bílý pěšec · b2 bílý pěšec · c2 bílý dáma · g2 bílý střelec · h2 bílý pěšec · c1 bílý král · d1 bílý věž · h1 bílý věž | c8 černý věž · f8 černý král · a7 černý pěšec · b7 černý střelec · f7 černý pěšec · a6 černý dáma · h6 černý věž · b5 černý pěšec · c5 černý pěšec · d5 černý pěšec · a4 černý jezdec · f4 bílý pěšec · a3 bílý jezdec · c3 černý pěšec · g3 bílý pěšec · a2 bílý pěšec · b2 bílý pěšec · c2 bílý dáma · g2 bílý střelec · h2 bílý pěšec · c1 bílý král · d1 bílý věž · h1 bílý věž | c8 černý věž · f8 černý král · a7 černý pěšec · b7 černý střelec · f7 černý pěšec · a6 černý dáma · h6 černý věž · b5 černý pěšec · c5 černý pěšec · d5 černý pěšec · a4 černý jezdec · f4 bílý pěšec · a3 bílý jezdec · c3 černý pěšec · g3 bílý pěšec · a2 bílý pěšec · b2 bílý pěšec · c2 bílý dáma · g2 bílý střelec · h2 bílý pěšec · c1 bílý král · d1 bílý věž · h1 bílý věž | c8 černý věž · f8 černý král · a7 černý pěšec · b7 černý střelec · f7 černý pěšec · a6 černý dáma · h6 černý věž · b5 černý pěšec · c5 černý pěšec · d5 černý pěšec · a4 černý jezdec · f4 bílý pěšec · a3 bílý jezdec · c3 černý pěšec · g3 bílý pěšec · a2 bílý pěšec · b2 bílý pěšec · c2 bílý dáma · g2 bílý střelec · h2 bílý pěšec · c1 bílý král · d1 bílý věž · h1 bílý věž | c8 černý věž · f8 černý král · a7 černý pěšec · b7 černý střelec · f7 černý pěšec · a6 černý dáma · h6 černý věž · b5 černý pěšec · c5 černý pěšec · d5 černý pěšec · a4 černý jezdec · f4 bílý pěšec · a3 bílý jezdec · c3 černý pěšec · g3 bílý pěšec · a2 bílý pěšec · b2 bílý pěšec · c2 bílý dáma · g2 bílý střelec · h2 bílý pěšec · c1 bílý král · d1 bílý věž · h1 bílý věž | c8 černý věž · f8 černý král · a7 černý pěšec · b7 černý střelec · f7 černý pěšec · a6 černý dáma · h6 černý věž · b5 černý pěšec · c5 černý pěšec · d5 černý pěšec · a4 černý jezdec · f4 bílý pěšec · a3 bílý jezdec · c3 černý pěšec · g3 bílý pěšec · a2 bílý pěšec · b2 bílý pěšec · c2 bílý dáma · g2 bílý střelec · h2 bílý pěšec · c1 bílý král · d1 bílý věž · h1 bílý věž | c8 černý věž · f8 černý král · a7 černý pěšec · b7 černý střelec · f7 černý pěšec · a6 černý dáma · h6 černý věž · b5 černý pěšec · c5 černý pěšec · d5 černý pěšec · a4 černý jezdec · f4 bílý pěšec · a3 bílý jezdec · c3 černý pěšec · g3 bílý pěšec · a2 bílý pěšec · b2 bílý pěšec · c2 bílý dáma · g2 bílý střelec · h2 bílý pěšec · c1 bílý král · d1 bílý věž · h1 bílý věž | c8 černý věž · f8 černý král · a7 černý pěšec · b7 černý střelec · f7 černý pěšec · a6 černý dáma · h6 černý věž · b5 černý pěšec · c5 černý pěšec · d5 černý pěšec · a4 černý jezdec · f4 bílý pěšec · a3 bílý jezdec · c3 černý pěšec · g3 bílý pěšec · a2 bílý pěšec · b2 bílý pěšec · c2 bílý dáma · g2 bílý střelec · h2 bílý pěšec · c1 bílý král · d1 bílý věž · h1 bílý věž | 2 |
| 1 | c8 černý věž · f8 černý král · a7 černý pěšec · b7 černý střelec · f7 černý pěšec · a6 černý dáma · h6 černý věž · b5 černý pěšec · c5 černý pěšec · d5 černý pěšec · a4 černý jezdec · f4 bílý pěšec · a3 bílý jezdec · c3 černý pěšec · g3 bílý pěšec · a2 bílý pěšec · b2 bílý pěšec · c2 bílý dáma · g2 bílý střelec · h2 bílý pěšec · c1 bílý král · d1 bílý věž · h1 bílý věž | c8 černý věž · f8 černý král · a7 černý pěšec · b7 černý střelec · f7 černý pěšec · a6 černý dáma · h6 černý věž · b5 černý pěšec · c5 černý pěšec · d5 černý pěšec · a4 černý jezdec · f4 bílý pěšec · a3 bílý jezdec · c3 černý pěšec · g3 bílý pěšec · a2 bílý pěšec · b2 bílý pěšec · c2 bílý dáma · g2 bílý střelec · h2 bílý pěšec · c1 bílý král · d1 bílý věž · h1 bílý věž | c8 černý věž · f8 černý král · a7 černý pěšec · b7 černý střelec · f7 černý pěšec · a6 černý dáma · h6 černý věž · b5 černý pěšec · c5 černý pěšec · d5 černý pěšec · a4 černý jezdec · f4 bílý pěšec · a3 bílý jezdec · c3 černý pěšec · g3 bílý pěšec · a2 bílý pěšec · b2 bílý pěšec · c2 bílý dáma · g2 bílý střelec · h2 bílý pěšec · c1 bílý král · d1 bílý věž · h1 bílý věž | c8 černý věž · f8 černý král · a7 černý pěšec · b7 černý střelec · f7 černý pěšec · a6 černý dáma · h6 černý věž · b5 černý pěšec · c5 černý pěšec · d5 černý pěšec · a4 černý jezdec · f4 bílý pěšec · a3 bílý jezdec · c3 černý pěšec · g3 bílý pěšec · a2 bílý pěšec · b2 bílý pěšec · c2 bílý dáma · g2 bílý střelec · h2 bílý pěšec · c1 bílý král · d1 bílý věž · h1 bílý věž | c8 černý věž · f8 černý král · a7 černý pěšec · b7 černý střelec · f7 černý pěšec · a6 černý dáma · h6 černý věž · b5 černý pěšec · c5 černý pěšec · d5 černý pěšec · a4 černý jezdec · f4 bílý pěšec · a3 bílý jezdec · c3 černý pěšec · g3 bílý pěšec · a2 bílý pěšec · b2 bílý pěšec · c2 bílý dáma · g2 bílý střelec · h2 bílý pěšec · c1 bílý král · d1 bílý věž · h1 bílý věž | c8 černý věž · f8 černý král · a7 černý pěšec · b7 černý střelec · f7 černý pěšec · a6 černý dáma · h6 černý věž · b5 černý pěšec · c5 černý pěšec · d5 černý pěšec · a4 černý jezdec · f4 bílý pěšec · a3 bílý jezdec · c3 černý pěšec · g3 bílý pěšec · a2 bílý pěšec · b2 bílý pěšec · c2 bílý dáma · g2 bílý střelec · h2 bílý pěšec · c1 bílý král · d1 bílý věž · h1 bílý věž | c8 černý věž · f8 černý král · a7 černý pěšec · b7 černý střelec · f7 černý pěšec · a6 černý dáma · h6 černý věž · b5 černý pěšec · c5 černý pěšec · d5 černý pěšec · a4 černý jezdec · f4 bílý pěšec · a3 bílý jezdec · c3 černý pěšec · g3 bílý pěšec · a2 bílý pěšec · b2 bílý pěšec · c2 bílý dáma · g2 bílý střelec · h2 bílý pěšec · c1 bílý král · d1 bílý věž · h1 bílý věž | c8 černý věž · f8 černý král · a7 černý pěšec · b7 černý střelec · f7 černý pěšec · a6 černý dáma · h6 černý věž · b5 černý pěšec · c5 černý pěšec · d5 černý pěšec · a4 černý jezdec · f4 bílý pěšec · a3 bílý jezdec · c3 černý pěšec · g3 bílý pěšec · a2 bílý pěšec · b2 bílý pěšec · c2 bílý dáma · g2 bílý střelec · h2 bílý pěšec · c1 bílý král · d1 bílý věž · h1 bílý věž | 1 |
|   | a | b | c | d | e | f | g | h |   |

Širovův herní styl se vyznačuje útočným pojetím, vyhledáváním komplikací a obětí, díky čemuž bývá srovnáván s exmistrem světa Talem.
Sám pak charakterizuje svůj herní styl ve své publikaci jako inspirovaný partiemi Michaila Tala a knihami Alexandra Koblence, které byly plné taktiky. Vždy se však pokoušel o to, nebýt pouhým taktikem, ale pracovat i na poziční hře. Rovněž tvrdě studovat, aby mohl rozvinout strategické chápání hry. Snažil se porozumět myšlenkám charakteristickým pro střední hru, které mohly být všeobecně použitelné. Ačkoliv je Alexej známý svými inovativními myšlenkami v zahájení a výbornou přípravou šachových zahájení, on sám považuje za svou nejsilnější zbraň koncovky, to proto, že je hráčem s velmi konkrétním stylem hry.

### Botvinnikův systém dámského gambitu - ukázková partie
Ukázku herního stylu dobře vystihuje partiová ukázka na horním diagramu. V této partii vede Širov černé kameny a použije Botvinnikovu variantu dámského gambitu. Ve své knize v roce 1995 o této variantě napsal: Kdybyste se mně zeptali, kterému zahájení bych se nejraději věnoval, nerozmýšlel bych se ani vteřinu: Botvinnikovu systému!
První zkušenosti s tímto zahájením má Širov z ledna 1987, paradoxně bílými kameny a je to s Gatou Kamským, kterého poráží. První partie sehraná za černé figury byla na Polofinále mistrovství SSSR v roce 1989 proti Ubilavovi, partie skončila výhrou Širova.
Partie s Gatou Kamským se hrála na Mistrovství světa družstev v Lucernu 1993.
 1. d4 d5 2. c4 c6 3. Jc3 Jf6 4. Jf3 e6 5. Sg5 dxc4 6. e4 b5 7. e5 h6 8. Sh4 g5 9. Jxg5 hxg5 10. Sxg5 Jbd7 11. exf6 Sb7 12. g3 c5 13 d5 Sh6 14. Sxh6 Vxh6 15. Dd2 Dxf6 16. 0-0-0 Kf8! 17. f4 Jb6! 18. Sg2 exd5 19. Df2 Vc8! 20. Jxb5?! Ja4 21. Dc2 Da6 22. Ja3 c3!!  (viz diagram) vynikající a překvapující útočný tah  23. Sxd5 Jxb2 24. Df5 Vf6 25 Dh7 Dxa3 26. Dh8+ Ke7 27. Vhe1+ Kd7 28. Dh3+ Kd6 29. Sxb7 Jxd1+ 30. Kxd1 Dxa2 31. Dg2 Db1+ 0-1 

### Ukázková pozice z koncovky
|   | a | b | c | d | e | f | g | h |   |
| 8 | e6 černý král · f6 černý pěšec · g6 černý pěšec · d5 černý pěšec · a4 černý pěšec · h4 bílý pěšec · c3 bílý střelec · h3 černý střelec · g2 bílý pěšec · g1 bílý král | e6 černý král · f6 černý pěšec · g6 černý pěšec · d5 černý pěšec · a4 černý pěšec · h4 bílý pěšec · c3 bílý střelec · h3 černý střelec · g2 bílý pěšec · g1 bílý král | e6 černý král · f6 černý pěšec · g6 černý pěšec · d5 černý pěšec · a4 černý pěšec · h4 bílý pěšec · c3 bílý střelec · h3 černý střelec · g2 bílý pěšec · g1 bílý král | e6 černý král · f6 černý pěšec · g6 černý pěšec · d5 černý pěšec · a4 černý pěšec · h4 bílý pěšec · c3 bílý střelec · h3 černý střelec · g2 bílý pěšec · g1 bílý král | e6 černý král · f6 černý pěšec · g6 černý pěšec · d5 černý pěšec · a4 černý pěšec · h4 bílý pěšec · c3 bílý střelec · h3 černý střelec · g2 bílý pěšec · g1 bílý král | e6 černý král · f6 černý pěšec · g6 černý pěšec · d5 černý pěšec · a4 černý pěšec · h4 bílý pěšec · c3 bílý střelec · h3 černý střelec · g2 bílý pěšec · g1 bílý král | e6 černý král · f6 černý pěšec · g6 černý pěšec · d5 černý pěšec · a4 černý pěšec · h4 bílý pěšec · c3 bílý střelec · h3 černý střelec · g2 bílý pěšec · g1 bílý král | e6 černý král · f6 černý pěšec · g6 černý pěšec · d5 černý pěšec · a4 černý pěšec · h4 bílý pěšec · c3 bílý střelec · h3 černý střelec · g2 bílý pěšec · g1 bílý král | 8 |
| 7 | e6 černý král · f6 černý pěšec · g6 černý pěšec · d5 černý pěšec · a4 černý pěšec · h4 bílý pěšec · c3 bílý střelec · h3 černý střelec · g2 bílý pěšec · g1 bílý král | e6 černý král · f6 černý pěšec · g6 černý pěšec · d5 černý pěšec · a4 černý pěšec · h4 bílý pěšec · c3 bílý střelec · h3 černý střelec · g2 bílý pěšec · g1 bílý král | e6 černý král · f6 černý pěšec · g6 černý pěšec · d5 černý pěšec · a4 černý pěšec · h4 bílý pěšec · c3 bílý střelec · h3 černý střelec · g2 bílý pěšec · g1 bílý král | e6 černý král · f6 černý pěšec · g6 černý pěšec · d5 černý pěšec · a4 černý pěšec · h4 bílý pěšec · c3 bílý střelec · h3 černý střelec · g2 bílý pěšec · g1 bílý král | e6 černý král · f6 černý pěšec · g6 černý pěšec · d5 černý pěšec · a4 černý pěšec · h4 bílý pěšec · c3 bílý střelec · h3 černý střelec · g2 bílý pěšec · g1 bílý král | e6 černý král · f6 černý pěšec · g6 černý pěšec · d5 černý pěšec · a4 černý pěšec · h4 bílý pěšec · c3 bílý střelec · h3 černý střelec · g2 bílý pěšec · g1 bílý král | e6 černý král · f6 černý pěšec · g6 černý pěšec · d5 černý pěšec · a4 černý pěšec · h4 bílý pěšec · c3 bílý střelec · h3 černý střelec · g2 bílý pěšec · g1 bílý král | e6 černý král · f6 černý pěšec · g6 černý pěšec · d5 černý pěšec · a4 černý pěšec · h4 bílý pěšec · c3 bílý střelec · h3 černý střelec · g2 bílý pěšec · g1 bílý král | 7 |
| 6 | e6 černý král · f6 černý pěšec · g6 černý pěšec · d5 černý pěšec · a4 černý pěšec · h4 bílý pěšec · c3 bílý střelec · h3 černý střelec · g2 bílý pěšec · g1 bílý král | e6 černý král · f6 černý pěšec · g6 černý pěšec · d5 černý pěšec · a4 černý pěšec · h4 bílý pěšec · c3 bílý střelec · h3 černý střelec · g2 bílý pěšec · g1 bílý král | e6 černý král · f6 černý pěšec · g6 černý pěšec · d5 černý pěšec · a4 černý pěšec · h4 bílý pěšec · c3 bílý střelec · h3 černý střelec · g2 bílý pěšec · g1 bílý král | e6 černý král · f6 černý pěšec · g6 černý pěšec · d5 černý pěšec · a4 černý pěšec · h4 bílý pěšec · c3 bílý střelec · h3 černý střelec · g2 bílý pěšec · g1 bílý král | e6 černý král · f6 černý pěšec · g6 černý pěšec · d5 černý pěšec · a4 černý pěšec · h4 bílý pěšec · c3 bílý střelec · h3 černý střelec · g2 bílý pěšec · g1 bílý král | e6 černý král · f6 černý pěšec · g6 černý pěšec · d5 černý pěšec · a4 černý pěšec · h4 bílý pěšec · c3 bílý střelec · h3 černý střelec · g2 bílý pěšec · g1 bílý král | e6 černý král · f6 černý pěšec · g6 černý pěšec · d5 černý pěšec · a4 černý pěšec · h4 bílý pěšec · c3 bílý střelec · h3 černý střelec · g2 bílý pěšec · g1 bílý král | e6 černý král · f6 černý pěšec · g6 černý pěšec · d5 černý pěšec · a4 černý pěšec · h4 bílý pěšec · c3 bílý střelec · h3 černý střelec · g2 bílý pěšec · g1 bílý král | 6 |
| 5 | e6 černý král · f6 černý pěšec · g6 černý pěšec · d5 černý pěšec · a4 černý pěšec · h4 bílý pěšec · c3 bílý střelec · h3 černý střelec · g2 bílý pěšec · g1 bílý král | e6 černý král · f6 černý pěšec · g6 černý pěšec · d5 černý pěšec · a4 černý pěšec · h4 bílý pěšec · c3 bílý střelec · h3 černý střelec · g2 bílý pěšec · g1 bílý král | e6 černý král · f6 černý pěšec · g6 černý pěšec · d5 černý pěšec · a4 černý pěšec · h4 bílý pěšec · c3 bílý střelec · h3 černý střelec · g2 bílý pěšec · g1 bílý král | e6 černý král · f6 černý pěšec · g6 černý pěšec · d5 černý pěšec · a4 černý pěšec · h4 bílý pěšec · c3 bílý střelec · h3 černý střelec · g2 bílý pěšec · g1 bílý král | e6 černý král · f6 černý pěšec · g6 černý pěšec · d5 černý pěšec · a4 černý pěšec · h4 bílý pěšec · c3 bílý střelec · h3 černý střelec · g2 bílý pěšec · g1 bílý král | e6 černý král · f6 černý pěšec · g6 černý pěšec · d5 černý pěšec · a4 černý pěšec · h4 bílý pěšec · c3 bílý střelec · h3 černý střelec · g2 bílý pěšec · g1 bílý král | e6 černý král · f6 černý pěšec · g6 černý pěšec · d5 černý pěšec · a4 černý pěšec · h4 bílý pěšec · c3 bílý střelec · h3 černý střelec · g2 bílý pěšec · g1 bílý král | e6 černý král · f6 černý pěšec · g6 černý pěšec · d5 černý pěšec · a4 černý pěšec · h4 bílý pěšec · c3 bílý střelec · h3 černý střelec · g2 bílý pěšec · g1 bílý král | 5 |
| 4 | e6 černý král · f6 černý pěšec · g6 černý pěšec · d5 černý pěšec · a4 černý pěšec · h4 bílý pěšec · c3 bílý střelec · h3 černý střelec · g2 bílý pěšec · g1 bílý král | e6 černý král · f6 černý pěšec · g6 černý pěšec · d5 černý pěšec · a4 černý pěšec · h4 bílý pěšec · c3 bílý střelec · h3 černý střelec · g2 bílý pěšec · g1 bílý král | e6 černý král · f6 černý pěšec · g6 černý pěšec · d5 černý pěšec · a4 černý pěšec · h4 bílý pěšec · c3 bílý střelec · h3 černý střelec · g2 bílý pěšec · g1 bílý král | e6 černý král · f6 černý pěšec · g6 černý pěšec · d5 černý pěšec · a4 černý pěšec · h4 bílý pěšec · c3 bílý střelec · h3 černý střelec · g2 bílý pěšec · g1 bílý král | e6 černý král · f6 černý pěšec · g6 černý pěšec · d5 černý pěšec · a4 černý pěšec · h4 bílý pěšec · c3 bílý střelec · h3 černý střelec · g2 bílý pěšec · g1 bílý král | e6 černý král · f6 černý pěšec · g6 černý pěšec · d5 černý pěšec · a4 černý pěšec · h4 bílý pěšec · c3 bílý střelec · h3 černý střelec · g2 bílý pěšec · g1 bílý král | e6 černý král · f6 černý pěšec · g6 černý pěšec · d5 černý pěšec · a4 černý pěšec · h4 bílý pěšec · c3 bílý střelec · h3 černý střelec · g2 bílý pěšec · g1 bílý král | e6 černý král · f6 černý pěšec · g6 černý pěšec · d5 černý pěšec · a4 černý pěšec · h4 bílý pěšec · c3 bílý střelec · h3 černý střelec · g2 bílý pěšec · g1 bílý král | 4 |
| 3 | e6 černý král · f6 černý pěšec · g6 černý pěšec · d5 černý pěšec · a4 černý pěšec · h4 bílý pěšec · c3 bílý střelec · h3 černý střelec · g2 bílý pěšec · g1 bílý král | e6 černý král · f6 černý pěšec · g6 černý pěšec · d5 černý pěšec · a4 černý pěšec · h4 bílý pěšec · c3 bílý střelec · h3 černý střelec · g2 bílý pěšec · g1 bílý král | e6 černý král · f6 černý pěšec · g6 černý pěšec · d5 černý pěšec · a4 černý pěšec · h4 bílý pěšec · c3 bílý střelec · h3 černý střelec · g2 bílý pěšec · g1 bílý král | e6 černý král · f6 černý pěšec · g6 černý pěšec · d5 černý pěšec · a4 černý pěšec · h4 bílý pěšec · c3 bílý střelec · h3 černý střelec · g2 bílý pěšec · g1 bílý král | e6 černý král · f6 černý pěšec · g6 černý pěšec · d5 černý pěšec · a4 černý pěšec · h4 bílý pěšec · c3 bílý střelec · h3 černý střelec · g2 bílý pěšec · g1 bílý král | e6 černý král · f6 černý pěšec · g6 černý pěšec · d5 černý pěšec · a4 černý pěšec · h4 bílý pěšec · c3 bílý střelec · h3 černý střelec · g2 bílý pěšec · g1 bílý král | e6 černý král · f6 černý pěšec · g6 černý pěšec · d5 černý pěšec · a4 černý pěšec · h4 bílý pěšec · c3 bílý střelec · h3 černý střelec · g2 bílý pěšec · g1 bílý král | e6 černý král · f6 černý pěšec · g6 černý pěšec · d5 černý pěšec · a4 černý pěšec · h4 bílý pěšec · c3 bílý střelec · h3 černý střelec · g2 bílý pěšec · g1 bílý král | 3 |
| 2 | e6 černý král · f6 černý pěšec · g6 černý pěšec · d5 černý pěšec · a4 černý pěšec · h4 bílý pěšec · c3 bílý střelec · h3 černý střelec · g2 bílý pěšec · g1 bílý král | e6 černý král · f6 černý pěšec · g6 černý pěšec · d5 černý pěšec · a4 černý pěšec · h4 bílý pěšec · c3 bílý střelec · h3 černý střelec · g2 bílý pěšec · g1 bílý král | e6 černý král · f6 černý pěšec · g6 černý pěšec · d5 černý pěšec · a4 černý pěšec · h4 bílý pěšec · c3 bílý střelec · h3 černý střelec · g2 bílý pěšec · g1 bílý král | e6 černý král · f6 černý pěšec · g6 černý pěšec · d5 černý pěšec · a4 černý pěšec · h4 bílý pěšec · c3 bílý střelec · h3 černý střelec · g2 bílý pěšec · g1 bílý král | e6 černý král · f6 černý pěšec · g6 černý pěšec · d5 černý pěšec · a4 černý pěšec · h4 bílý pěšec · c3 bílý střelec · h3 černý střelec · g2 bílý pěšec · g1 bílý král | e6 černý král · f6 černý pěšec · g6 černý pěšec · d5 černý pěšec · a4 černý pěšec · h4 bílý pěšec · c3 bílý střelec · h3 černý střelec · g2 bílý pěšec · g1 bílý král | e6 černý král · f6 černý pěšec · g6 černý pěšec · d5 černý pěšec · a4 černý pěšec · h4 bílý pěšec · c3 bílý střelec · h3 černý střelec · g2 bílý pěšec · g1 bílý král | e6 černý král · f6 černý pěšec · g6 černý pěšec · d5 černý pěšec · a4 černý pěšec · h4 bílý pěšec · c3 bílý střelec · h3 černý střelec · g2 bílý pěšec · g1 bílý král | 2 |
| 1 | e6 černý král · f6 černý pěšec · g6 černý pěšec · d5 černý pěšec · a4 černý pěšec · h4 bílý pěšec · c3 bílý střelec · h3 černý střelec · g2 bílý pěšec · g1 bílý král | e6 černý král · f6 černý pěšec · g6 černý pěšec · d5 černý pěšec · a4 černý pěšec · h4 bílý pěšec · c3 bílý střelec · h3 černý střelec · g2 bílý pěšec · g1 bílý král | e6 černý král · f6 černý pěšec · g6 černý pěšec · d5 černý pěšec · a4 černý pěšec · h4 bílý pěšec · c3 bílý střelec · h3 černý střelec · g2 bílý pěšec · g1 bílý král | e6 černý král · f6 černý pěšec · g6 černý pěšec · d5 černý pěšec · a4 černý pěšec · h4 bílý pěšec · c3 bílý střelec · h3 černý střelec · g2 bílý pěšec · g1 bílý král | e6 černý král · f6 černý pěšec · g6 černý pěšec · d5 černý pěšec · a4 černý pěšec · h4 bílý pěšec · c3 bílý střelec · h3 černý střelec · g2 bílý pěšec · g1 bílý král | e6 černý král · f6 černý pěšec · g6 černý pěšec · d5 černý pěšec · a4 černý pěšec · h4 bílý pěšec · c3 bílý střelec · h3 černý střelec · g2 bílý pěšec · g1 bílý král | e6 černý král · f6 černý pěšec · g6 černý pěšec · d5 černý pěšec · a4 černý pěšec · h4 bílý pěšec · c3 bílý střelec · h3 černý střelec · g2 bílý pěšec · g1 bílý král | e6 černý král · f6 černý pěšec · g6 černý pěšec · d5 černý pěšec · a4 černý pěšec · h4 bílý pěšec · c3 bílý střelec · h3 černý střelec · g2 bílý pěšec · g1 bílý král | 1 |
|   | a | b | c | d | e | f | g | h |   |

Druhý diagram ukazuje překvapující tah v koncovce v partii proti Topalovovi, kdy Širov na poli h3 obětoval střelce.
Partie pokračovala 48.gxh3 Kf5 49.Kf2 Ke4 50.Sxf6 d4 51.Se7 Kd3 52.Sc5 Kc4 53.Se7 Kb3 0-1

## Osobní život
V roce 1994 se Širov oženil s Verónicou Alvarez z Argentiny, přestěhoval se do Tarragony a stal se španělským občanem. Ačkoli stále reprezentuje Španělsko, v současné době žije v Lotyšsku. Mezi lety 2001 – 2007 byla jeho manželkou velmistryně Viktorija Čmilytė. Krátce před turnajem v Šanghaji v roce 2010 se Širov oženil potřetí – s WIM Olgou Dolgovou.

## Zajímavosti
Alexej Širov ve své kariéře spolupracoval s mnoha trenéry, uveďme například jména Zigurds Lanka (lotyšský velmistr), Igors Rausis, Vladimír Bagirov a občasným konzultantem byl i legendární Michail Tal.
Ve své kariéře nedokázal Širov nikdy porazit Garriho Kasparova, jeho skóre s ním je v jejich 32 vzájemných partiích -15 =17 z pohledu Širova.

## Publikace
- Šachovnice v plamenech (výběr jeho partií, vlastní komentáře)
- Šachovnice v plamenech 2 (výběr jeho partií, vlastní komentáře)